# Puertas Mavisa (equip ciclista)
L'equip Puertas Mavisa va ser un equip ciclista espanyol que competí professionalment entre el 1989 i 1992.

## Principals resultats
- 1 etapa a la Volta al País Basc: Fernando Martínez de Guereñu Ochoa

### A les grans voltes
- Volta a Espanya
  - 4 participacions (1989, 1990, 1991, 1992)
  - 1 victòria d'etapa:
    - 1 el 1990: Emilio Cuadrado

  - 2 classificacions secundàries:
    - Classificació Metes Volants: Miguel Ángel Iglesias (1990, 1991)